# ChuChu Rocket!
ChuChu Rocket! (チューチューロケット!, en version originale japonaise) est un jeu vidéo de puzzle développé par Sonic Team et édité par Sega, sorti au Japon en 1999 et en Amérique du Nord et en Europe en 2000 sur Dreamcast. Il s'agit du premier sur cette console à exploiter la possibilité de se connecter à Internet pour jouer à plusieurs.
Le jeu a connu plusieurs portages, notamment sur Game Boy Advance.
Il a pour suite ChuChu Rocket! Universe.

## Scénario et univers
Dans une époque futuriste[réf. souhaitée], des millers de petites ChuChus ont élu domicile sur une base de lancement située sur une planète lointaine. Les Chuchus (bruit des souris en japonais) sont des souris de l'espace ! Elles ne redoutent qu'un seul ennemi, les KapuKapus, des chats de l'espace. C'est alors que les Kapukapu débarquent sur leur base de lancement. Les ChuChus n'ont plus qu'une seule solution : s'enfuir dans des fusées pour échapper à leurs ennemis. Le destin des Chuchus repose alors entre les mains des joueurs. 

## Système de jeu

### Mode solo
Dans le mode solo, le joueur doit diriger des ChuChu vers leurs fusées en leur faisant éviter pièges et KapuKapu. Le joueur ne contrôle pas directement le déplacement des souris, mais pose des flèches sur le sol indiquant la direction dans laquelle les souris doivent se déplacer quand elles passent dessus. Les flèches sont en nombre limité et sont posées avant que les souris ne se mettent en mouvement. Une fois toutes les flèches posées, les souris se déplacent. Le joueur gagne à la condition que toutes les souris parviennent à atteindre les fusées, autrement le niveau n'est pas validé. Si les flèches sont mal positionnées, il peut arriver que les souris tournent sans fin en boucle dans le niveau et que le joueur doive recommencer.
Le joueur peut aussi s'entraine en solo, contre la machine, dans le mode normalement multijoueur.

### Mode multijoueur
À plusieurs, le jeu est différent. Pour gagner, le joueur doit marquer un maximum de points en un temps fixé. Pour cela, chaque joueur possède une fusée d'une couleur dans laquelle peuvent rentrer des chats ou des souris ; les souris donnent des points, les chats en enlèvent. De même que dans le jeu normal, les flots de souris et de chats sont dirigés grâce à des flèches posées sur le sol. Cependant dans le jeu à plusieurs, les flèches sont posées en temps réel pendant les déplacements des animaux. Les chats et souris arrivent sur le tableau en continu de plusieurs entrées.
De nombreux bonus et malus sont tirés aléatoirement lorsqu'un joueur sauve une souris spéciale, reconnaissable à sa couleur ou un logo flottant au-dessus de sa tête. Ces changements affectent temporairement le jeu en accélérant par exemple la vitesse de toutes les souris ou bien en multipliant le nombre de chats sur le plateau de jeu. La partie est terminée lorsque le compteur de temps atteint zéro, ce qui provoque le décollage de la fusée du gagnant sauvant, du coup, ses souris.
Les parties regroupent jusqu'à quatre joueurs simultanément.

## Autres versions

### Édition spéciale
ChuChu Rocket! a été diffusé sur Dreamcast sous la forme d'une édition spéciale limitée. Elle n'a été vendue qu'au Japon et était vendue avec une manette spéciale et en série limitée.

### Portage Game Boy Advance
La version Game Boy Advance de ChuChu Rocket! est un portage de la version Dreamcast et en perd évidemment le mode en ligne. Elle était disponible à la sortie de la console. Elle a été développée par Sonic Team et éditée par Sega en 2001. Il est également sorti le 26 janvier 2006 sous la forme d'un Double Pack avec Sonic Advance au Japon uniquement.
Cette version a obtenu le prix du « Meilleur jeu de puzzle » à l'E3 2002.
La version pour téléphone mobile de ChuChu Rocket! est sortie en 2006. Elle a été développée par Air Play et Sonic Team.